# Nizaríes

Bandera nizarí

Los nizaríes, cuyos detractores denominan hashshashin (en persa: حشیشیان‎ en árabe: حشّاشين‎, romanizado: Ḥashshāshīn) assassins o asesinos (deriv. del árabe "حشيش", tr. "ḥašīš" [haˈʃi:ʃ]), son una secta de Oriente Medio, activa entre los siglos X y XIII, refundada en el siglo XIX. Se hizo famosa a partir del siglo XI cuando tuvo su máximo poder en la dinastía Fatimí, por su actividad estratégica de asesinatos selectivos contra dirigentes políticos, militares y reyes.

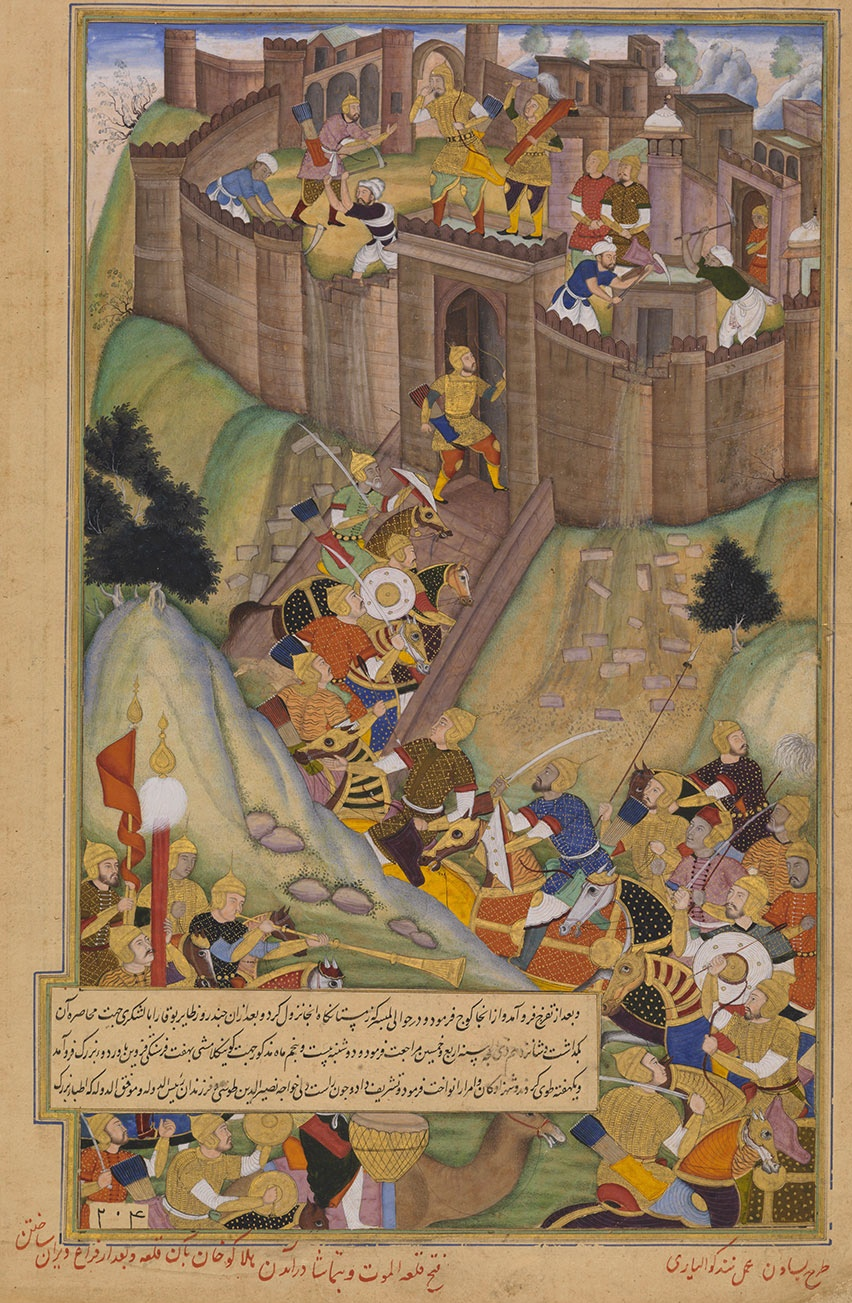
La fortaleza hashshashiín de Alamut.

De la palabra "asesino" suele decirse que deriva de la palabra árabe hashishin o "consumidores de hachís", un nombre incorrecto que se cree que ha sido de carácter peyorativo y utilizado por sus adversarios durante la Edad Media. Originalmente aplicada a los ismailitas nizaríes por los mustalitas ismailitas durante la caída del decadente califato Fatimí ismailita y la separación de las dos corrientes, es posible que el término hashishiyya o hashishi en las fuentes musulmanas fuera utilizado metafóricamente en un sentido ofensivo (por ejemplo: "marginados sociales", "turba de clase baja", etcétera), mientras la interpretación literal de este término en referencia a los nizaríes (como asesinos borrachos consumidores de hachís) puede tener raíz en las fantasías de los occidentales medievales.
Mucho después de su casi erradicación en manos del Imperio mongol, menciones de los Asesinos fueron preservadas en fuentes europeas como son los escritos de Marco Polo, en los que son representados como asesinos entrenados, responsables de la eliminación sistemática de figuras de la oposición. A partir de ello, la palabra en inglés "assassin" fue utilizada para describir a un magnicida, diferenciándose de "murderer" (que es quien mata voluntariamente por motivos no necesariamente políticos).

## Historia

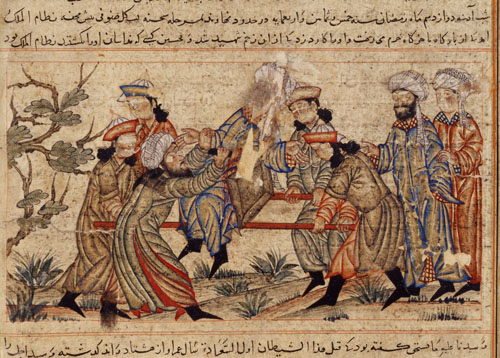
Pintura del sobre el asesinato de Nizam al-Mulk por un asesino.

El grupo, en origen, era una comunidad de partidarios del ismaelismo en Irán (por eso recibió el nombre de Orden de los Ismaelitas), es decir, una secta minoritaria del chiismo, a su vez minoritario en un país eminentemente suní. El gran centro de poder ismaelí era el Califato Fatimí, con sede en El Cairo. En el año 1090, para ponerse a salvo de las persecuciones, y dirigidos por el carismático Hasan-i Sabbah, tomaron la fortaleza de Alamut, una posición inexpugnable en las montañas, al sur del mar Caspio.
Aunque su principal y más conocida sede era Alamut, poseían muchas otras plazas fuertes en Irán y Siria, de modo que conformaban una red cohesionada y bien comunicada, a la que algunos autores califican de "Estado". Los castillos nizaríes eran difícilmente conquistables: se construían en lugares poco accesibles, aprovechando accidentes del terreno, y solían estar bien provistos en cuanto a fuentes de agua y alimentos. Desde estos lugares, los nizaríes extendieron su predicación por Irán y Siria, lo que fue visto como una amenaza por los sultanes de la dinastía turca de los selyúcidas, que controlaban Irán. Estos emprendieron varias acciones militares contra los ismailíes, que no tuvieron gran éxito. En revancha, los ismailíes emprendieron su estrategia de asesinatos contra dirigentes políticos o militares. Una de sus primeras víctimas fue Nizam al-Mulk, visir del sultán selyúcida Malik Shah, en 1092.
Dos años más tarde, en 1094, murió el califa fatimí al-Mustansir, cabeza del ismailismo, y estalló una guerra de sucesión entre sus hijos Al-Musta'li y Nizar. Los ismailíes de Irán tomaron partido por este último, que finalmente fue derrotado, provocando una ruptura entre los seguidores de Hasan-i Sabbah (que en lo sucesivo se llamarían nizaríes) y la mayoría de los ismailíes.

### DelViejo de la Montañaa la invasión mongola
El nombre Viejo de la Montaña —en árabe Sheij al-Yebal, príncipe de la montaña— no designa a una persona individual, sino que era el título de una serie de jefes que presidieron de 1090 a 1258 una comunidad u orden militar de fanáticos sectarios musulmanes, llamados los asesinos, repartidos por Persia y Siria, aunque tenían sus guaridas en las áreas montañosas. Si bien no cabe duda de que las palabras asesino y asesinato, relativos a la acción de dar muerte con alevosía, y concretamente mediante apuñalamiento, son una reminiscencia de los hábitos de esta vieja comunidad persa y siria, la etimología original de la palabra asesinos para referirse a una comunidad no es tan segura. Skeat considera que se trata tan solo de la palabra árabe hashishim "bebedores de hashish", y la atribuye al hecho o a la suposición, de que, cuando los esbirros del viejo de la montaña partían en misión criminal, lo hacían fortalecidos por la embriaguez del hachís o "cáñamo indio". La época de Hasan bin Sabbah, llamado también el Viejo de la Montaña, ha pasado a la historia como la del auge de la secta, del mismo modo que se ha considerado a Alamut como el principal centro de irradiación nizarí. 

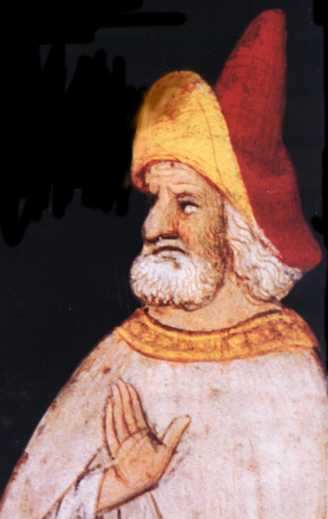
El Viejo de la Montaña en una representación cristiana medieval.

Hasan es fácilmente representable como el arquetipo de personaje astuto, escurridizo, poderoso y muy poco conformista. Se cree que Hasan ponía a sus seguidores bajo los efectos del hachís, donde disfrutaban de cualquier tipo de deseos carnales y, cuando despertaban de los efectos de la droga, hacían lo que Hasan les ordenara para poder volver a dicho paraíso. Una leyenda cuenta que un forastero amenazó con conquistar Alamut, pronunciando que sus hombres eran los más valientes de todos, pero Hasan, poniendo en duda las palabras de dicho forastero, ordenó a uno de sus hombres que se lanzara desde la torre más alta hacia el vacío, demostrado así que sus hombres eran los más valientes, pues no temían a la muerte. En contrapartida, muchos autores, y desde luego los actuales ismailíes, hablan de su gran producción intelectual, su carácter piadoso y austero, su convicción y su genio militar. Lo cierto es que los nizaríes siguieron existiendo tras su muerte en 1124, y desde varios puntos de vista, los aspectos más importantes de la secta son posteriores al carismático líder. Los dirigentes de la secta residieron en otros lugares aparte de Alamut, y muchos de ellos fueron conocidos también con el sobrenombre de «Viejo de la montaña», lo que es lógico teniendo en cuenta que se les aplicaba el tratamiento de jeque, que etimológicamente significa «anciano» (en el sentido de 'venerable'), y que forzosamente residían en la montaña, pues las fortificaciones nizaríes se construían en lugares escarpados para defenderse mejor de sus múltiples enemigos.
A Hasan le sucedió su lugarteniente, Buzurg Ummid («Gran esperanza»), y tras él su hijo, Muhammad I, en 1138. Los nizaríes seguirán practicando sus estrategias de asesinato contra los turcos y otros enemigos políticos de manera intermitente, aunque sonada: algunos de sus asesinatos más famosos son de esta época posterior a Bin Sabbah, como se ha dicho más arriba.
En tanto que rama minoritaria del ismailismo, que a su vez es rama minoritaria del chiismo, y este rama minoritaria del islam, los nizaríes eran percibidos por la población (mayoritariamente suní) como la heterodoxia dentro de la heterodoxia, lo que explica que la mayor parte de la documentación que existe sobre la secta dé a entender que su carácter islámico era solamente aparente. Se suele insistir en su aspecto batiní, esto es, esotérico, y se dice que incluso llegaron a negociar con el rey Amalarico I de Jerusalén su conversión al cristianismo por razones de conveniencia, pretensión que habría sido abortada por las maquinaciones de los templarios.
El hecho es que el islam ismailí, aunque se atiene al ritual y las prescripciones legales de la religión, considera que éstas son secundarias respecto a la finalidad realmente importante, que es el conocimiento esotérico de los mensajes ocultos en el Corán. Esto ha propiciado que del ismailismo hayan surgido, en una nueva vuelta de tuerca, derivaciones cuya «islamicidad» está puesta en tela de juicio por la mayoría de los musulmanes, como las de los drusos y alauíes.
En 1162, Hasan II sucede a su padre Muhammad I. Bajo su mandato se produce una de esas vueltas de tuerca, uno de los hechos más notables en la historia de los nizaríes. En el mes de Ramadán de 1164, anunció, en nombre del Imán oculto, que había llegado el momento de la «gran resurrección» (qiyama), con lo que ya no tenía sentido cumplir las prescripciones musulmanas ni seguir la sharia. El ayuno de Ramadán fue prohibido, y se alentó a los fieles a beber libremente alcohol. El reinado de Hasan II sería breve, ya que 18 meses más tarde fue asesinado por un partidario de la vieja doctrina. Sin embargo, su hijo Muhammad II siguió los pasos de su padre. Fue el hijo de este, Hasan III, quien puso fin a la herejía tras la muerte de Muhammad II, en 1210. Además, los nizaríes seguirán en adelante los rituales suníes y no los chiíes.

### Declive
El poder nizarí desapareció al tener que enfrentarse a dos enemigos muy poderosos. De un lado, la dinastía de los mamelucos, que había sucedido en Egipto al Sultanato Ayubí, y cuyos ejércitos, dirigidos por el sultán Baibars, tomaron el último baluarte nizarí en Siria en 1273. Por otro lado, en Irán, tras el reinado insignificante y violento de Mohamed III, que duró hasta 1255, su hijo Jur Shah debió enfrentarse al avance de las tropas mongolas dirigidas por Hulagu Kan, nieto de Gengis Kan, dispuesto a arrasar Oriente Medio.
Los mongoles conseguirán asediar y destruir una a una todas las fortificaciones nizaríes, incluida Alamut, que quedó reducida a los cimientos, desapareciendo con ella su gran biblioteca. Jur Shah moriría camino de Mongolia, y de su familia sólo sobreviviría uno de sus hijos, al parecer ocultado a tiempo para preservar la sucesión. Muchos nizaríes fueron masacrados.
Se sabe poco de la historia de los nizaríes tras este periodo de destrucción y masacre. Los restos de la comunidad se dispersaron en grupos aislados y sobrevivieron discretamente, amenazados y débiles ante los musulmanes ortodoxos.

### Renacimiento
En el siglo XV experimenta un relativo resurgimiento: desde Anjudan, en Irán, se retoman las predicaciones y se envían misioneros a la India y Asia Central, consiguiendo muchas conversiones. En la India, los nuevos nizaríes se llamarían Khodjas o Joyas.
En el siglo XIX, Hassan Ali Shah, descendiente lejano del hijo de Jur Shah salvado de la persecución mongola y cuadragésimo sexto imán nizarí, recibe del Sah de Irán, Fath Ali, el título de Aga Khan. En 1848 se instala en Bombay y emprende la reorganización comunitaria ismailí. Las autoridades británicas, que gobernaban entonces el subcontinente indio, obligaron a los Joyas a reconocer la autoridad del Aga Khan. Hoy en día, el heredero de los imanes nizaríes, y jefe del ismailismo, es Shah Karim al-Hussayni, conocido como Aga Khan IV.

## En la cultura popular
- En la saga de videojuegos Assassin's Creed, los Asesinos están parcialmente basados en los nazaríes, en el primer juego su fortaleza esta en Masyaf y a su mentor, Al-Mualim se le llama El Viejo de la Montaña, sin embargo, sus motivaciones son completamente distintas, conforme la saga avanza y se exploran distintas localizaciones lejanas al Levante mediterráneo, su inspiración en los nazaríes es cada vez menos notable.

- En la película John Wick: Chapter 3 - Parabellum esta secta es nombrada.

- Alamut, una novela escrita por Vladimir Bartol, publicada originalmente en 1938 en esloveno, relata la historia de Hassan-i Sabbah y los Hashshashin en su fortaleza de Alamut. Posiblemente es la más conocida sobre este tema.

- En el videojuego Broken Sword: La leyenda de los templarios, de Virgin Interactive, los hashshashiyyín juegan un papel importante como los rivales históricos de los Templarios y como los actuales enemigos de los Neotemplarios.

- Los personajes conocidos como la Liga de Asesinos, de DC Comics, se crearon inspirados en los Nizaríes.

- La novela de Umberto Eco El péndulo de Foucault hace varias referencias a las posibles relaciones de los Asesinos con los Caballeros Templarios durante las cruzadas.

- En la novela de Kay Meyer El Libro del Edén se entreteje la historia principal con el origen de los Nizaríes: El Jardín del Edén desapareció a causa de los pecados de los hombres, pero una única planta consiguió sobrevivir: la Lumina. En el año 1247, una novicia llamada Favola sería la encargada de custodiar a la planta y transportarla hasta Oriente para replantar el Jardín y recuperar el paraíso perdido. Por su parte, fueron los descendientes Nizaríes quienes intentaron impedir que la Lumina sobreviva.

- La novela Ángeles y demonios, de Dan Brown, refleja la sociedad de los hashashins o asesinos en relación con los illuminati, e incluso aparece un asesino de esta sociedad, con lo que se insinúa la supervivencia de dicha secta hasta la época actual.

- En la obra La cruz del Dorado, de César Mallorquí, el personaje musulmán que acompaña al protagonista es un hashashín o asesino.

- La película Principe de Persia: las arenas del tiempo retrata unos Asesinos altamente de ficción, sin apenas parecido con los nizaríes. Cumplen una función más de servicio secreto del rey de Persia que de organización cuasi-estatal con objetivos propios.

- En el videojuego Crusader Kings II son una orden religiosa de los chiitas.

- En la serie Marco Polo, de Netflix, los Hashashin son contratados como mercenarios para terminar con la vida de Kublai Khan, el nieto de Genghis Khan, en un hecho por completo ficcional.
- En el videojuego Fate/Stay Night y posteriores spin off aparecen diversos miembros bajo el nombre de Hassan. Hasta la fecha todos los registrados son "Hassan of the Cursed Arm", "Hassan of Hundred Personas Archivado el 12 de febrero de 2019 en Wayback Machine.", "Hassan of Serenity Archivado el 12 de febrero de 2019 en Wayback Machine." y "King Hassan (enlace roto disponible en Internet Archive; véase el historial, la primera versión y la última).", siendo el último una referencia al fundador.